# Alegeri prezidențiale în România, 2000
Alegerile pentru președinția României din anul 2000 s-au desfășurat în două tururi de scrutin, fiind câștigate de candidatul PDSR, Ion Iliescu. Rezultatele primului tur de scrutin au declanșat o mobilizare în favoarea lui Ion Iliescu, acesta fiind susținut chiar de către foști oponenți ai săi, pe fundalul perspectivei ca politicianul nationalist Corneliu Vadim Tudor să ajungă șeful statului.

## Rezultate

### Scrutin 26 noiembrie 2000
Din 17.699.727 de alegători înregistrați s-au exprimat 11.559.458 (65,31%), dintre care numai 10.839.424 au fost validate (720.034 voturi anulate, în timp ce diferența care îi desparte pe primii doi clasați a fost de 897.980 voturi).
- Ion Iliescu (PDSR) 4.076.273 (36,35%)
- Corneliu Vadim Tudor (PRM) 3.178.293 (28,34%)
- Theodor Stolojan (PNL) 1.321.420 (11,78%)
- Mugur Isărescu (CDR) 1.069.463 (9,54%)
- György Frunda (UDMR) 696.989 (6,22%)
- Petre Roman (PD) 334.852 (2,99%)
- Teodor Meleșcanu (ApR) 214.642 (1,91%)
- Eduard Gheorghe Manole (Independent) 133.991 (1,19%)
- Graziela-Elena Bârlă (Independent) 61.455 (0,55%)
- Paul-Philippe Hohenzollern (PRN) 55.238 (0,49%)
- Ion Sasu (PSM) 38.375 (0,34%)
- Nicolae Cerveni (PLDR) 31.983 (0,29%)

### Scrutin 10 decembrie 2000
Din 17.699.727 de alegători înregistrați s-au exprimat 10.177.343 (57,50%), dintre care numai 10.020.870 au fost validate.
- Ion Iliescu (PDSR) 6.696.623 (66,83%)
- Corneliu Vadim Tudor (PRM) 3.324.247 (33,17%)

### Galerie cu hărți electorale

Primul tur de scrutin
Al doilea tur de scrutin
Ion Iliescu (turul I)
Corneliu Vadim Tudor (turul I)
Theodor Stolojan (turul I)
Mugur Isărescu (turul I)
György Frunda (turul I)